# Chilensk hoki
Chilensk hoki (Macruronus magellanicus) är en fiskart som beskrevs av Einar Lönnberg, 1907. Chilensk hoki ingår i släktet Macruronus och familjen kummelfiskar. Inga underarter finns listade i Catalogue of Life.